# 사티엔드라 나트 보스
사티엔드라 나트 보스(영어: Satyendra Nath Bose, 벵골어: সত্যেন্দ্র নাথ বসু 쇼텐드로 나트 보슈 IPA: [ʃot̪ːend̪ronat̪ʰ boʃu], 힌디어: सत्येन्द्रनाथ बोस 서트옌드러 나트 보스 IPA: [sətˈjeːndrə naːtʰ boːs], 1894년 1월 1일 ~ 1974년 2월 4일) 박사는 인도의 물리학자이다. 보스-아인슈타인 통계를 발견하여 플랑크 법칙을 설명하였다.

## 학력
- ~1909년: 힌두 스쿨 (졸업)
- 1909년~1913년: 프레지던시 대학교 물리학과 (이학학사)
- 1913년~1915년: 콜카타 대학교 물리학과 (이학석사)

## 생애

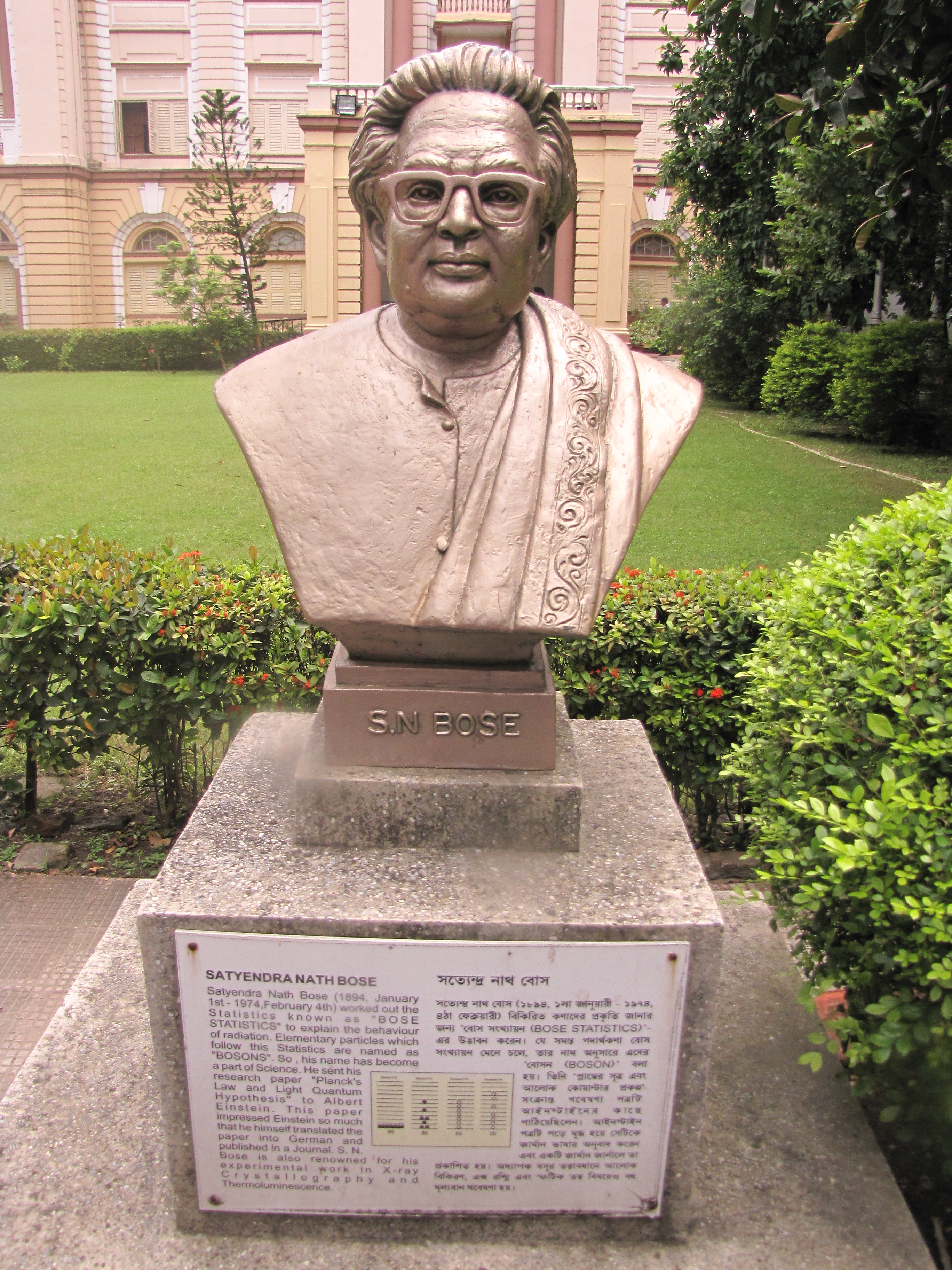
콜카타의 비를라 기술 공학 박물관(Birla Industrial & Technological Museum)에 있는 보스의 흉상

인도 콜카타에서 1남7녀 가운데 장남으로 태어났다. 아버지 수렌드라나트 보스(벵골어: সুরেন্দ্রনাথ বসু)는 동인도 철도 회사(영어: East Indian Railway Company)의 공학자였다. 보스의 부모의 고향은 서벵골 주 나디아 군(벵골어: নদিয়া জেলা) 바라자굴리아(Bara Jagulia)였다. 콜카타의 명문 고등학교인 힌두 학교(영어: Hindu School, 벵골어: হিন্দু স্কুল)를 졸업하였다. 이후 1909년 콜카타 프레지던시 대학교(영어: Presidency University, 벵골어: প্রেসিডেন্সি বিশ্ববিদ্যালয়)에 입학하여 1913년에 응용 수학 학사 학위를, 1915년 콜라타 대학교에서 응용 수학 석사 학위를 수여받았다. 1914년에 20세의 나이로 우샤바티 고시(Ushabati Ghosh)와 결혼하였고, (어려서 사망한 두 명의 자녀를 제외한) 2남5녀를 두었다.
1916년에 콜카타 대학교의 연구원이 되었고, 1916년~1921년 동안 물리학을 강의하였다. 1921년에 새로 설립된 다카 대학교의 조교수(영어: Reader)가 되었다. 1924년에 오늘날 보스-아인슈타인 통계로 불리는 이론을 제안하였고, 이로부터 플랑크 법칙을 설명하였다. 보스의 논문은 저널들로부터 거부당하였으나, 보스는 이를 알베르트 아인슈타인에게 보냈다. 아인슈타인은 이 논문의 중요성을 알아차리고, 이를 유명 저널에 출판하였다. 아인슈타인의 도움으로, 보스는 1926년까지 유럽에 머무를 수 있었다.
1926년에 귀국한 보스는 박사 학위가 없음에도 불구하고, 아인슈타인의 추천으로 다카 대학교의 정교수(영어: Professor)이자 물리학과 과장이 되었다.
1947년에 인도의 분할이 일어났으며, 다카 대학교는 동파키스탄(오늘날 방글라데시)에 속하게 되었다. 보스는 다시 인도에 속한 캘커타 대학교로 귀향하였다. 1954년 인도 정부로부터 파드마 비부샨 상(힌디어: पद्म विभूषण)을 수여받았다. 이 상은 인도에서 민간인에게 수여되는 상 가운데 두 번째로 높은 것이다. 1956년에 콜카타 대학교에서 은퇴하였다.
1974년 콜카타에서 사망하였다.